# 2025年烏干達鷹航比奇1900空難
2025年烏干達鷹航比奇1900空難，是指2025年1月29日当地时间上午10时30分左右，南蘇丹一架载有21名乘客和机组人员比奇1900飞机从团结州班提烏一处油田起飞，计划飞往南苏丹首都朱巴，飞机起飞后不久即坠毁，导致机上20人丧命。失事飞机上的乘客是南苏丹大先锋石油公司（GPOC）的员工。这家公司由中国石油天然气集团公司，以及南苏丹尼罗河石油公司（Nilpet）等参股。遇难者中有两名中国公民和一名印度人。

## 事故机型
机型是一架机龄为24年的比奇1900编号为5X-RHB（2017年后，2017年前编号为N60069)2016年交付给Eagle Air航空公司,但是此架飞机在交付后就一直在封存直到2017年交付给	Light Air Services。

## 历史
这架比奇1900于2001年出厂但是并不知道首给交付的航空公司。

## 事故发生
空难发生于这架飞机起飞的10分钟后，事故地点位于起飞机场500米，唯一幸存者是一位工程师，但受伤严重正在附近医院治疗。